# العلاقات البالاوية الكمبودية
العلاقات البالاوية الكمبودية هي العلاقات الثنائية التي تجمع بين بالاو وكمبوديا.

## مقارنة بين البلدين
هذه مقارنة عامة ومرجعية للدولتين:
| وجه المقارنة                                              | بالاو                         | كمبوديا                   |
| --------------------------------------------------------- | ----------------------------- | ------------------------- |
| المساحة (كم2)                                             | 465                           | 181.03 ألف                |
| عدد السكان (نسمة)                                         | 21.73 ألف                     | 16.01 مليون               |
| الكثافة السكانية (ن./كم²)                                 | 4.67 ألف                      | 88.44                     |
| العاصمة                                                   | نغيرولمود، كورور              | بنوم بنه                  |
| اللغة الرسمية                                             | لغة إنجليزية، اللغة البالاوية | اللغة الخميرية            |
| العملة                                                    | دولار أمريكي                  | ريال كمبودي، دولار أمريكي |
| الناتج المحلي الإجمالي (بليون دولار)                      | 291.54 مليون                  | 22.16 مليار               |
| الناتج المحلي الإجمالي (تعادل القوة الشرائية) بليون دولار | 326.12 مليون                  | 54.37 مليار               |
| الناتج المحلي الإجمالي الاسمي للفرد دولار أمريكي          | 13.50 ألف                     | 1.16 ألف                  |
| الناتج المحلي الإجمالي للفرد دولار أمريكي                 | 14.76 ألف                     | 3.26 ألف                  |
| مؤشر التنمية البشرية                                      | 0.780                         | 0.555                     |
| رمز المكالمات الدولي                                      | +680                          | +855                      |
| رمز الإنترنت                                              | .pw                           | .kh                       |
| المنطقة الزمنية                                           | ت ع م+09:00                   | ت ع م+07:00               |

## منظمات دولية مشتركة
يشترك البلدان في عضوية مجموعة من المنظمات الدولية، منها:
| علم المنظمة | اسم المنظمة                        | تاريخ انضمام بالاو | تاريخ انضمام كمبوديا |
| ----------- | ---------------------------------- | ------------------ | -------------------- |
|             | مؤسسة التنمية الدولية              | 16 ديسمبر 1997     | 22 يوليو 1970        |
|             | الأمم المتحدة                      | 15 ديسمبر 1994     | 14 ديسمبر 1955       |
|             | البنك الدولي للإنشاء والتعمير      | 16 ديسمبر 1997     | 22 يوليو 1970        |
|             | بنك التنمية الآسيوي                | 2003               | 1966                 |
|             | منظمة حظر الأسلحة الكيميائية       | ?                  | ?                    |
|             | مؤسسة التمويل الدولية              | 16 ديسمبر 1997     | 26 مارس 1997         |
|             | وكالة ضمان الاستثمار متعدد الأطراف | 16 ديسمبر 1997     | 1 ديسمبر 1999        |
|             | يونسكو                             | 20 سبتمبر 1999     | 3 يوليو 1951         |

## وصلات خارجية
- موقع وزارة الخارجية الكمبودية